# Frank Quilitzsch
Frank Quilitzsch (* 21. Juni 1957 in Halle (Saale)) ist ein deutscher Journalist und Schriftsteller. 

## Leben
Frank Quilitzsch ist der Sohn eines DDR-Diplomaten. Frank Quilitzsch wuchs zeitweise bei den Großeltern in Mühlbeck auf, seine schulische Ausbildung erhielt er in Moskau, Potsdam-Babelsberg und Falkensee. Von 1976 bis 1978 leistete er seinen Wehrdienst bei der Nationalen Volksarmee ab, und ab 1978 studierte er Germanistik an der Universität Jena. Er schloss dieses Studium mit dem Grad eines Diplom-Germanisten ab. Es folgte ein Forschungsstudium. 1985 wurde Quilitzsch mit einer Dissertation über Anna Seghers an der Friedrich-Schiller-Universität Jena promoviert. Daneben wirkte er als wissenschaftlicher Assistent an der Universität Jena. Von 1987 bis 1988 lehrte er Deutsch an einer DDR-Kultureinrichtung in Damaskus, und von 1989 bis 1990 war er Lektor für Deutsche Sprache und Literatur an der Universität Nanjing in China. Von 1991 bis 2021 gehörte er der Kulturredaktion der Thüringischen Landeszeitung an. Quilitzsch lebt heute als freischaffender Autor in Erfurt. 
Frank Quilitzsch ist Verfasser von zahlreichen Reportagen, Feuilletons und Interviews. Er hatte bereits als Jugendlicher mit dem Verfassen wissenschaftlich-fantastischer Texte begonnen; inzwischen umfasst sein literarisches Werk vor allem Erzählungen, Reiseberichte und kulturhistorische Essays. Frank Quilitzsch ist Mitglied des Verbandes Deutscher Schriftsteller.

## Werke
- Der Marssturm, Berlin 1976
- Konfliktgestaltung in der Kurzprosa von Anna Seghers, Jena 1986
- Holunder aus dem Dach, Rudolstadt 1987
- Ein Thüringer in New York und andere Merkwürdigkeiten, Arnstadt  [u. a.] 1997
- Wie im Westen so auf Erden, München 1998
- Dinge, die wir vermissen werden, Leipzig 2002
- Hanoi – Berlin – Nha Trang, München 2002
- Begegnung mit einer Prinzessin, Weimar  2006
- Weißt du noch?, Berlin 2006
- Thomas Thieme, ich Faust, Berlin 2008 (zusammen mit Thomas Thieme)
- Hanoi meine Liebe, München 2010
- Dinge, die wir vermissen werden (Hörbuch mit Iris Berben und Thomas Thieme), München 2011
- Noch mehr Dinge, die wir vermissen, Essen 2013
- Auf der Suche nach Wang Wei. Eine Reise durch China zwischen Damals und Heute, Esslingen 2016
- Thomas Thieme: Ich Hoeneß Kohl. Gespräche, Essen, 2018
- Wilhelm, wie sieht der Wald wieder aus! Ein Jahr unterwegs mit Thüringer Förstern und Baumforschern, Verlag Tasten & Typen, Bad Tabarz, 2021
- Wovon träumst du, Filipa? Dialog mit meiner Urenkelin, Verlag Tasten & Typen, Bad Tabarz, 2024